# ألبرت فيتالي
ألبرت فيتالي هو سياسي سويسري، ولد في 26 يونيو 1955 في Oberkirch, Switzerland ‏ في سويسرا، وتوفي في 12 يونيو 2020 بسبب سرطان. نشط حزبياً في الحزب الديمقراطي الحر والحزب الليبرالي الراديكالي. وقد انتخب عضو المجلس الوطني السويسري ‏ عن دائرة كانتون لوتسيرن (5 ديسمبر 2011 – ).

## وصلات خارجية
- الموقع الرسمي